# Соотношение рыночной капитализации к денежным потокам от операционной деятельности
Соотношение рыночной капитализации к денежным потокам от операционной деятельности (англ. price-to-cash flow ratio или сокр. «P/CF») — показатель, используемый для сопоставления рыночной стоимости компании с её денежными потоками. Представляет собой соотношение рыночной капитализации компании к сумме денежного потока компании от от операционной деятельности за последний финансовый (отчётный) год. Данный коэффициент может также быть рассчитан путём деления цену акции (англ. per-share stock price) на коэффициент операционного денежного потока в расчёте на акцию (англ. per-share operating cash flow). Как правило, чем ниже значение данного коэффициента, тем выше цена акции.
К примеру, при одинаковой цене акций двух компаний в 25, когда денежный поток от основной (оперативной) деятельности на акцию первой компании равен 5 ( 25⁄5=5), в то время как денежный поток от основной (оперативной) деятельности на акцию второй компании равен 10 (25⁄10=2,5), следует, что при прочих равных условиях, компания с более высоким денежным потоком (более низким коэффициентом P/CF = 2,5) имеет более высокую стоимость.

## Расчёт и практическое значение
Высокое соотношение P/CF указывает на то, что конкретная фирма торгуется по высокой цене, но не генерирует достаточно денежных потоков для поддержки мультипликатора — иногда это допустимо, в зависимости от типа фирмы, отрасли её деятельности и её конкретных операций. Как правило, предпочтительны меньшие значения коэффициента, поскольку они могут указывать на то, что фирма генерирует достаточные денежные потоки, которые ещё не учтены должным образом в текущей цене акций. При условии постоянности всех факторов, с инвестиционной точки зрения меньшее значение коэффициента P/CF предпочтительнее большего его значения.
CFPS = Чистая прибыль + Амортизация/Обыкновенные акции, находящиеся в обращении
Следует отметить, коэффициент P/CF более привлекателен для компаний, у которых большие неденежные расходы, такие как амортизация.
Низое значение коэффициента P/CF может означать, что акции компании недооценена на рынке.
Некоторые аналитики предпочитают P/CF соотношению цена/прибыль (P/E), поскольку прибылью легче манипулировать, чем денежными потоками.